# Kronobergs slott

Kronobergs slott är en slottsruin i Växjö kommun, Kronobergs län. Den ligger på en holme i Helgasjön cirka fem kilometer norr om Växjö centrum i Småland. Slottet utgör en typisk Vasaborg med stora runda hörntorn och har flera drag gemensamma med Kalmar och Vadstena slott.
Byggnaden har genom historien tillhört biskopar i Växjö, Nils Dacke och kungamakten under Vasatiden och första hälften av 1600-talet. 
Borgen har även fått ge namn åt länet Kronoberg.
Kronobergs slott ägs av Statens fastighetsverk.

## Historia
Biskopsborgen Kronoberg började byggas mellan 1350 och 1440 och var en trä- och stenbyggnad som agerade residens för Växjös biskop.
År 1444 började biskop Lars Michelson uppföra ett fast stenhus, som även omgavs av ett bålverk av ekstockar. Danskarna förstörde det under kriget år 1469. 
1469 brändes byggnaden ned av Smålands främsta anhängare till danske kungen Kristian I, Ture Turesson. Bakgrunden tros vara hämnd för ett överfall i Eneryda skog mot danska trupper som var på väg tillbaka till Skåne från Västergötland. Även Birger Trolles Bergkvara brändes ned i Turessons krigståg mot regionen Värend, vari bland annat Växjö och Kronoberg finns. Kronoberg byggdes åter upp efter freden 1472.
Under dess aktiva tid hade borgen tre funktioner. En var att samla in skatter; den andra var militär då det gällde att försvara gränsen mot Danmark; den tredje var polisiär och blev därmed att förhindra att fler uppror uppstod bland smålänningarna.
I samband med reformationen överlämnades slottet av den siste katolske biskopen till Gustav Vasa och kronan. År 1542 erövrades slottet av Nils Dacke under Dackefejden. Eftersom det inte hade tillsatts någon ny biskop vid denna tid var det enkelt för Dacke och hans män att inta Kronoberg och därifrån sedan försöka styra upproret. När han i februari 1543 blev tvungen att lämna slottet övertogs det av kronan och den tidigare fogden Jören Jönsson installeras där. Senare byggdes slottet ut på Gustav Vasas order för att det skulle bli en befäst punkt från vilken man kunde förhindra fler uppror från smålänningarna. Att slottet togs över av kungamakten markerade att det nu var nationalstatens och den starka kungamaktens tid till skillnad från, som tidigare, den katolska kyrkans.
Vintern 1612 tjänstgjorde slottet för sista gången som gränsfäste. Det var i början av Kalmarkriget som danskarna tog sig över sjön Åsnen och kom den 24 januari till Kronobergs slott. De hann endast bränna ner slottets ladugård innan de återvände till Växjö.
1634 blev slottet landshövdingens säte, men den myndigheten flyttades in till Växjö under 1640-talet. Sedan 1658 har slottet inte haft någon militär funktion i och med freden i Roskilde, och har sedan dess förfallit. Sten från slottet har senare använts som byggnadsmaterial inne i Växjö.

## 1900- och 2000-tal
1928 och 1935–1943 skedde utgrävningar av Kronoberg. Den senare perioden syftade till att dels göra en byggnadshistorisk undersökning, dels till att sakta ner det pågående förfallet. Det främsta syftet var inte att göra en arkeologisk undersökning, utan det kom i andra hand till förmån för byggnadsantikvariska åtgärder. Arbetet bedrevs från 1937 av vapenvägrande värnpliktiga. Museichefen och arkitekten Paul Boberg var kommunal byggnadskontrollant och fil.lic Rune Norberg var vetenskaplig kontrollant. Utgrävningarna fann ca 6000 föremål från 1400-talet till tidiga 1600-talet. Dessa inkluderar husgeråd, arbetsredskap, glas, keramik, läder och stora mängder järnföremål.
Kulturparken Småland driver ett arbete om de arkeologiska fynden från utgrävningen under 1930-talet. Delar av de arkeologiska fynden från platsen går att se på Digitalt museum.
Till och med år 2022 kunde ruinen besökas under sommarmånaderna maj–augusti. I januari 2023 stängdes ruinen helt för turister på grund av bristande underhåll.
Slottsholmen anlöps under sommaren av S/S Thor med dagsturer genom Helgasjöns slussar.

## Bildgalleri

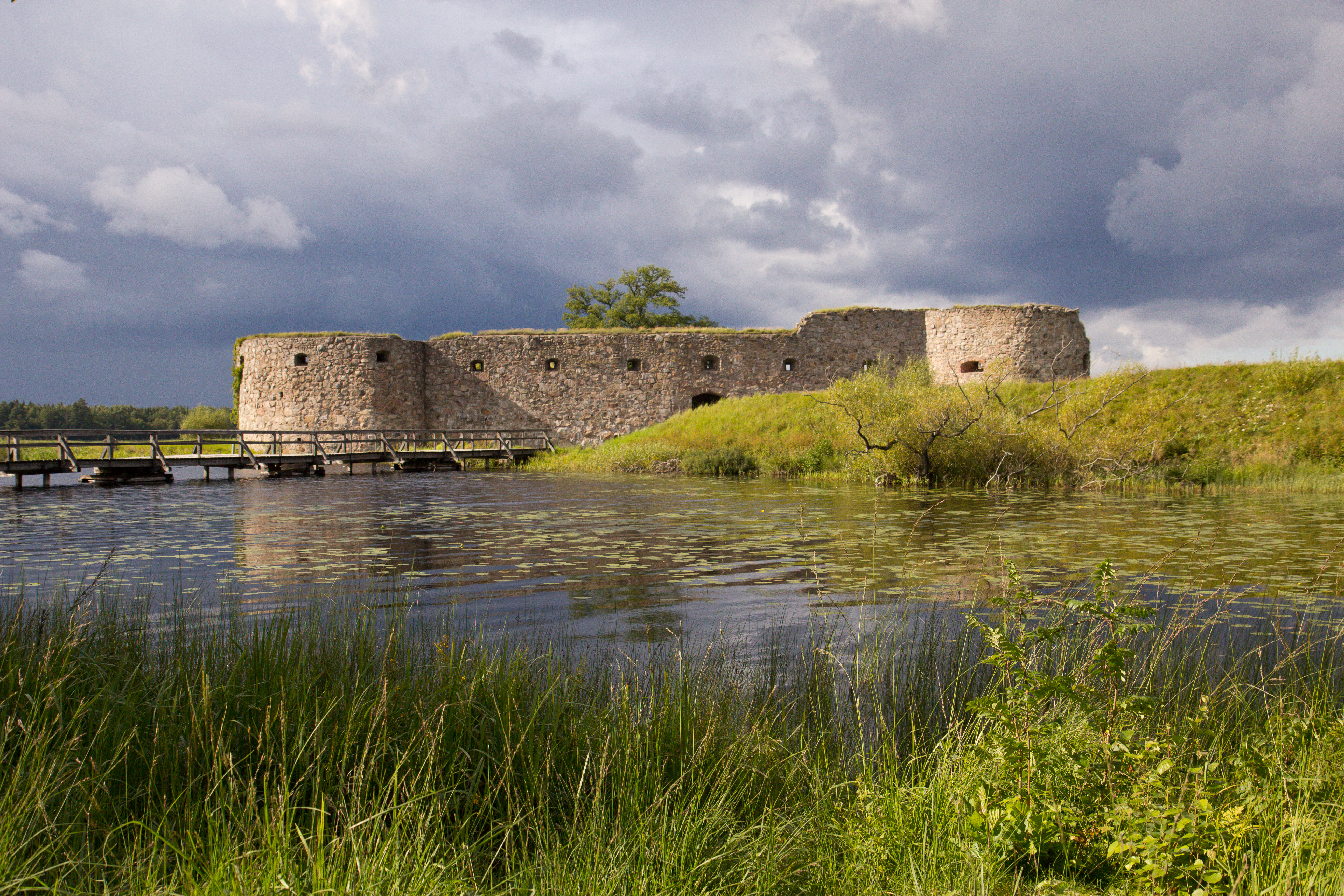
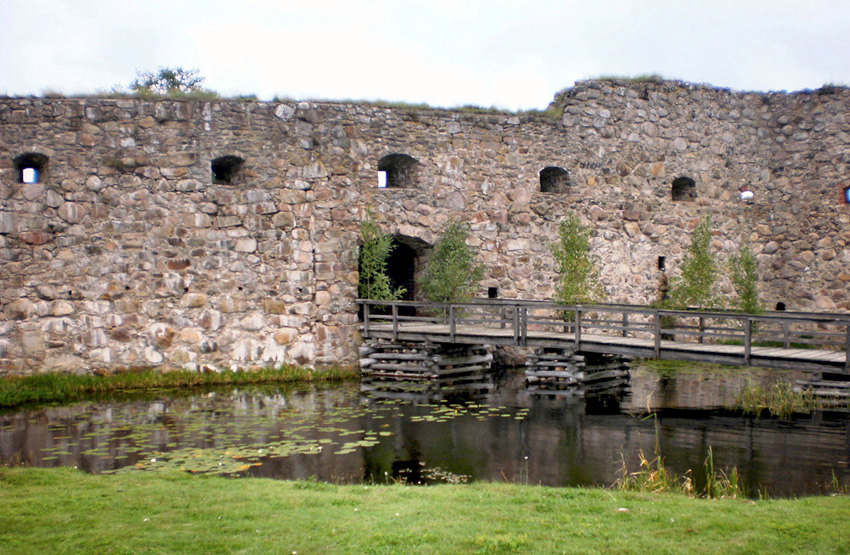
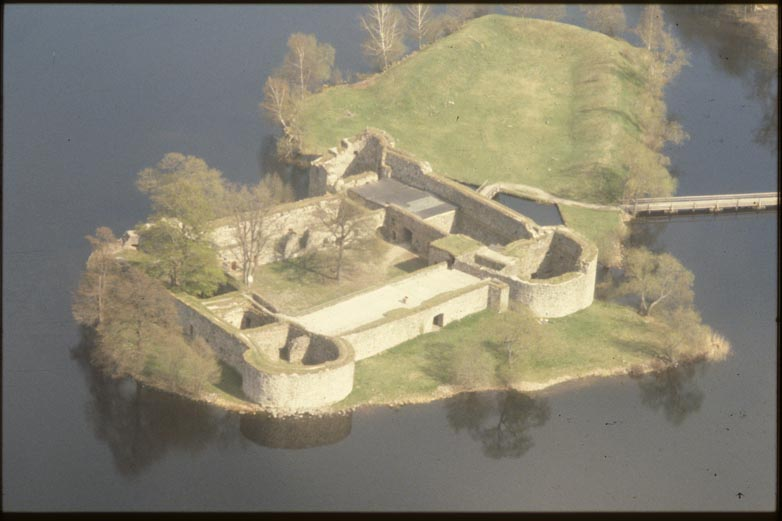
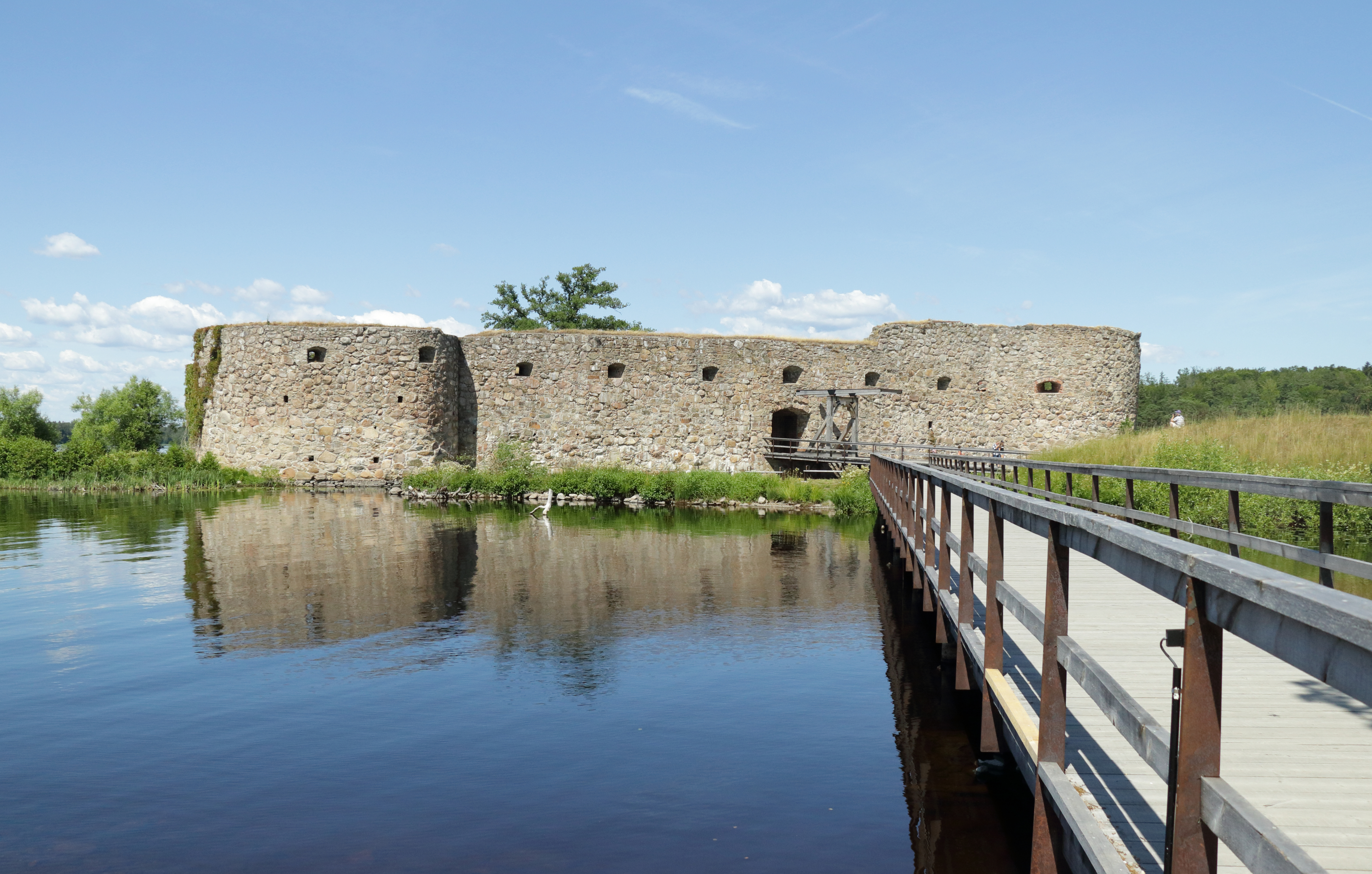
Brygga ut till Kronobergs slott från fastlandet